# Marijan Mrmić
Marijan Mrmić (* 6. Mai 1965 in Sisak, SFR Jugoslawien) ist ein ehemaliger jugoslawischer bzw. kroatischer Fußballtorwart, der seit dem Jahr 2000 als Torwarttrainer tätig ist.

## Spielerkarriere

### Vereine
Mrmić spielte im Seniorenbereich erstmals für den SD Partizan Suhopolje, bevor er zur Saison 1988/89 zum NK Dinamo Vinkovci wechselte. Den seit der Umbenennung im Jahr 1990 als HNK Cibalia Vinkovci bekannten Verein verließ er 1993 und wechselte für drei Saisons zu Varteks Varaždin, bevor er sich in die Türkei begab. Für Beşiktaş Istanbul spielte er von 1996 bis 1998 51 Mal in der 1. Lig. In seiner ersten Saison bestritt er zudem fünf Spiele im nationalen Pokalwettbewerb. In seiner zweiten Saison gewann er mit Beşiktaş den Pokal, wobei er jedoch im Wettbewerb nicht eingesetzt wurde.
Im Jahr 1998 kehrte er Varaždin zurück und spielte er eine weitere Saison für Varteks Varaždin, bevor er sich ein zweites Mal ins Ausland begab. Für den belgischen Erstligisten Sporting Charleroi kam er in seiner einzigen Saison 1999/2000 lediglich in acht Punktspielen zum Einsatz. In seine Heimat zurückgekehrt, beendete er im Jahr 2000 seine Spielerkarriere.

### Nationalmannschaft
Mrmić bestritt von 1995 bis 1999 insgesamt 14 Länderspiele für die kroatische A-Nationalmannschaft. Zudem spielte er am 19. Januar 1999 ein einziges Mal für die B-Nationalmannschaft, die in Nimes mit 0:2 gegen die B-Nationalmannschaft Frankreichs ein Freundschaftsspiel verlor.
Sein Länderspieldebüt gab er am 11. Juni 1995 in Kiew im Rahmen der Qualifikation für die Europameisterschaft 1996;  bei der 0:1-Niederlage gegen die Nationalmannschaft der Ukraine wurde er für Abwehrspieler Dubravko Pavličić in der 27. Minute eingewechselt, nachdem Torwart Tonči Gabrić des Spielfeldes verwiesen wurde. Bei der EM-Endrunde in England kam er einzig am 19. Juni 1996 – als Ersatztorhüter für Dražen Ladić – im letzten Spiel der Gruppe D bei der 0:3-Niederlage gegen die Nationalmannschaft Portugals zum Einsatz. Mit der 1:2-Niederlage gegen Deutschland am 23. Juni 1996 im Old Trafford schied er mit seiner Mannschaft aus dem Turnier aus.
Für die Weltmeisterschaft 1998 bestritt er zwei Spiele der WM-Qualifikation, die gegen Slowenien 3:3 unentschieden und gegen Dänemark mit einer 1:3-Niederlage endeten; sowie das Relegationsspiel gegen die Nationalmannschaft der Ukraine, wobei das 1:1 im Rückspiel die Teilnahme an der Endrunde bedeutete. Er gehörte dem kroatischen WM-Aufgebot an, wurde jedoch im gesamten Turnierverlauf nicht eingesetzt. Seine Mannschaft gewann das Spiel um Platz drei am 11. Juli 1998 im Pariser Prinzenpark mit 2:1 gegen die Nationalmannschaft der Niederlande. Seinen letzten Einsatz als Nationaltorhüter hatte er am 21. August 1999 in Zagreb beim 2:1-Sieg gegen die Nationalmannschaft Maltas.

## Trainerkarriere
Im Anschluss seiner Spielerkarriere war er bis 2012 als Torwarttrainer für Varteks Varaždin tätig, seit 2006 ist er zudem Torwarttrainer der Nationalmannschaft Kroatiens. 
Im Ausland war er als Torwarttrainer der türkischen Erstligisten Beşiktaş Istanbul (18. Juli 2016 – 30. Juni 2019) und Antalyaspor (15. November bis 31. Dezember 2019) tätig.

## Erfolge
- Dritter bei der Fußball-Weltmeisterschaft 1998 (ohne Einsatz)
- Türkischer Pokalsieger: 1997/98 (ohne Einsatz)

## Familie
Sein Sohn Ante (* 1992) wurde ebenfalls Fußballtorwart und war als Profi in Kroatien und Slowenien im Einsatz, ehe er sich in den kroatischen Amateurfußball zurückzog.